# Missionnaires de Saint Charles Borromée
La fraternité sacerdotale des missionnaires de Saint Charles Borromée (Sacerdotalis Fraternitas Missionariorum a Sancto Carolo Borromeo) est une Société de vie apostolique catholique fondée en Italie en 1985 par l'abbé Massimo Camisasca (aujourd'hui évêque), dans la mouvance de Communion et Libération, caractérisée par la vie commune de ses membres orientée vers les missions.
La maison-mère de la société est à Rome avec une section à Santiago du Chili. Ses membres signent après leur nom, FSCB. Elle est placée sous le patronage de Charles Borromée, saint patron de Jean-Paul II.

## Historique

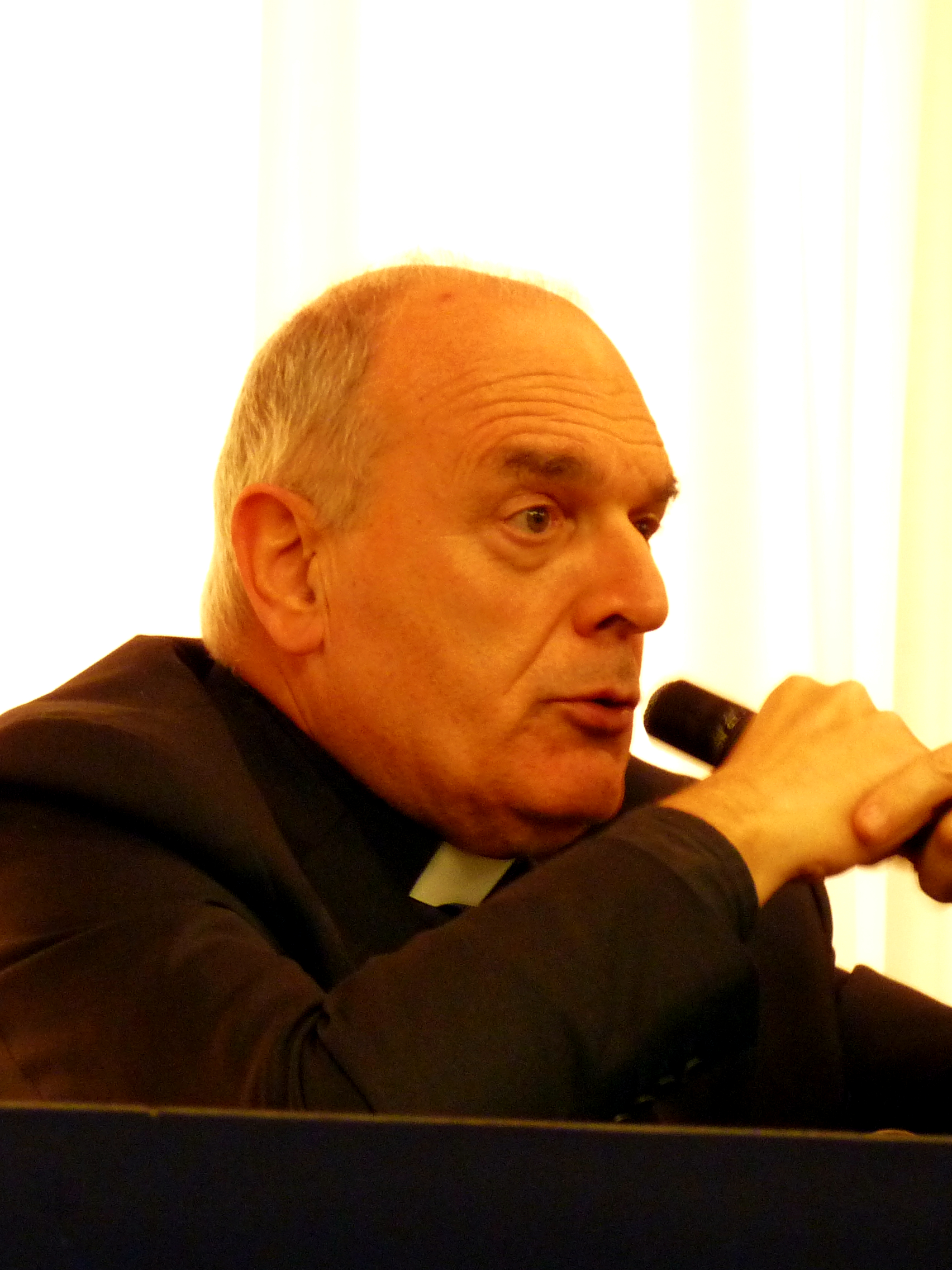
Abbé Massimo Camisasca, fondateur des Missionnaires de Saint Charles Borromée

Le but de la société est de former des prêtres missionnaires pour les mettre à la disposition de diocèses de pays de mission ou déchristianisés comme en Europe. La société comptait, au 31 décembre 2005, cent trente-et-un membres répartis en vingt-trois maisons en Italie, à Novossibirsk, à Taipeh, à Washington, etc. et cent-soixante  membres en 2012. La fraternité dispose de vingt-neuf maisons en 2017.
La société naît selon le charisme de don Luigi Giussani, après qu'il eut reçu l'appel de Jean-Paul II : « Allez dans le monde entier porter la vérité, la beauté et la paix que l'on rencontre chez le Christ Rédempteur. » Elle est fondée après le trentenaire du mouvement Communion et Libération, le 14 septembre 1985 par l'abbé Massimo Camisasca. Elle est approuvée comme société de vie apostolique de droit pontifical par Jean-Paul II, le 19 mars 1999. La promotion des séminaristes de 2004 reçoit l'ordination des mains du cardinal Ratzinger.
Les prêtres missionnaires vivent en maisons de deux ou trois prêtres. Ils sont présents  dans les quatre continents, mais aussi en Occident déchristianisé, comme aux États-Unis, Canada, Allemagne, République tchèque et Hongrie, et possèdent également des maisons en Italie et au Portugal. Le séminaire principal se trouve à Rome avec une section à Santiago du Chili (après avoir été à Mexico). En 2018, la maison de formation de Rome accueille trente-cinq séminaristes (dont cinq en missions extérieures).
Mgr Paolo Pezzi, archevêque catholique de Moscou, est issu de cette société. Le supérieur de la fraternité est depuis 2013 l'abbé Paolo Sottopietra, né en 1967 à Stenico dans la province de Trente, et titulaire d'un doctorat de l'université catholique d'Eichstätt sur la pensée de Joseph Ratzinger (Benoît XVI).

## Branche féminine
Il existe depuis 2008 une branche féminine de religieuses missionnaires sous le statut d'association privée diocésaine de fidèles. Elles ont quatre maisons, deux à Rome, une à Nairobi (Kenya) et une à Denver (États-Unis).